# Бондигу
Бондигу (фр. Bondigoux) насеље је и општина у јужној Француској у региону Миди Пирене, у департману Горња Гарона која припада префектури Тулуз.
По подацима из 2011. године у општини је живело 475 становника, а густина насељености је износила 63,67 становника/km². Општина се простире на површини од 7,46 km². Налази се на средњој надморској висини од 120 метара (максималној 201 m, а минималној 86 m).

## Демографија
| 1962. | 1968. | 1975. | 1982. | 1990. | 1999. | 2011. |
| ----- | ----- | ----- | ----- | ----- | ----- | ----- |
| 321   | 339   | 294   | 260   | 299   | 320   | 475   |

График промене броја становника у току последњих година